# Chartric Darby
Chartric Terrell Darby, detto Chuck (North, 22 ottobre 1975), è un ex giocatore di football americano statunitense che ha militato nel ruolo di defensive tackle nella National Football League (NFL).

## Carriera
Dopo non essere stato scelto nel Draft NFL 1998, Darby firmò con i Baltimore Ravens. A iniziò carriera fece parte anche degli Indianapolis Colts e dei Carolina Panthers, senza mai scendere in campo. La svolta arrivò quando firmò con i Tampa Bay Buccaneers nel 2000, giocando 61 partite in quattro stagione e vincendo il Super Bowl XXXVII contro gli Oakland Raiders. Nel 2005 passò ai Seattle Seahawks con cui raggiunse nuovamente il Super Bowl, dove partì come titolare, nella sconfitta contro i Pittsburgh Steelers. Rimase a Seattle fino al 2007, dopo di che chiuse la carriera militando per due stagioni nei Detroit Lions.

## Palmarès

### Franchigia
- Super Bowl : 1

Tampa Bay Buccaneers: XXXVII
- National Football Conference Championship: 2

Tampa Bay Buccaneers: 2002
Seattle Seahawks: 2005